# Distretto di Derry
Il distretto di Derry era una delle suddivisioni amministrative dell'Irlanda del Nord, nel Regno Unito. Fu creato nel 1973. Apparteneva alla contea storica di Londonderry.
A partire dal 1º aprile 2015 il distretto di Derry è stato unito a quello di Strabane per costituire il distretto di Derry e Strabane.